# Marchainville
Marchainville is een plaats en voormalige gemeente in het Franse departement Orne in de regio Normandië en telt 219 inwoners (2004). De plaats maakt deel uit van het arrondissement Mortagne-au-Perche.

## Geschiedenis
Marchainville is op 1 januari 2016 gefuseerd met de gemeenten La Lande-sur-Eure, Longny-au-Perche, Malétable, Monceaux-au-Perche, Moulicent, Neuilly-sur-Eure en Saint-Victor-de-Réno tot de gemeente Longny les Villages. 

## Geografie
De oppervlakte van Marchainville bedraagt 21,9 km², de bevolkingsdichtheid is 10,0 inwoners per km².
De onderstaande kaart toont de ligging van Marchainville met de belangrijkste infrastructuur en aangrenzende gemeenten.

## Demografie
Onderstaande figuur toont het verloop van het inwonertal (bron: INSEE-tellingen).
La Lande-sur-Eure · Longny-au-Perche · Malétable · Marchainville · Monceaux-au-Perche · Moulicent · Neuilly-sur-Eure · Saint-Victor-de-Réno